# Phoenix Suns 2001-2002
La stagione 2001-02 dei Phoenix Suns fu la 34ª nella NBA per la franchigia.
I Phoenix Suns arrivarono sesti nella Pacific Division della Western Conference con un record di 36-46, non qualificandosi per i play-off.

## Roster
| N° | Naz.                   | Ruolo | Sportivo          | Anno | Alt. | Peso |
| -- | ---------------------- | ----- | ----------------- | ---- | ---- | ---- |
| 00 | Stati Uniti (bandiera) | G     | Tony Delk         | 1974 | 185  | 86   |
| 1  | Stati Uniti (bandiera) | GA    | Anfernee Hardaway | 1971 | 201  | 88   |
| 2  | Stati Uniti (bandiera) | G     | Joe Johnson       | 1981 | 203  | 102  |
| 3  | Stati Uniti (bandiera) | G     | Stephon Marbury   | 1977 | 188  | 82   |
| 4  | Stati Uniti (bandiera) | A     | Alton Ford        | 1981 | 206  | 125  |
| 9  | Stati Uniti (bandiera) | GA    | Dan Majerle       | 1965 | 198  | 98   |
| 10 | Belize (bandiera)      | G     | Milt Palacio      | 1978 | 191  | 88   |
| 11 | Stati Uniti (bandiera) | G     | Joe Crispin       | 1979 | 183  | 84   |
| 14 | Stati Uniti (bandiera) | G     | Charlie Bell      | 1979 | 191  | 91   |
| 15 | Stati Uniti (bandiera) | G     | Vinny Del Negro   | 1966 | 193  | 84   |
| 22 | Stati Uniti (bandiera) | A     | John Wallace      | 1974 | 203  | 102  |
| 24 | Stati Uniti (bandiera) | A     | Tom Gugliotta     | 1969 | 208  | 109  |
| 25 | Grecia (bandiera)      | C     | Jake Tsakalidīs   | 1979 | 218  | 129  |
| 26 | Stati Uniti (bandiera) | GA    | Jud Buechler      | 1968 | 198  | 100  |
| 31 | Stati Uniti (bandiera) | A     | Shawn Marion      | 1978 | 201  | 100  |
| 43 | Stati Uniti (bandiera) | C     | Jake Voskuhl      | 1977 | 211  | 111  |
| 45 | Stati Uniti (bandiera) | A     | Bo Outlaw         | 1971 | 203  | 95   |
| 54 | Stati Uniti (bandiera) | A     | Rodney Rogers     | 1971 | 201  | 107  |
| 55 | Porto Rico (bandiera)  | C     | Daniel Santiago   | 1976 | 216  | 116  |

## Staff tecnico
- Allenatori: Scott Skiles (25-26) (fino al 17 febbraio)[1], Frank Johnson (11-20)
- Vice-allenatori: Frank Johnson (fino al 17 febbraio), Jim Boylan, Phil Weber, Al Bianchi (dal 18 febbraio)
- Preparatore atletico: Aaron Nelson
- Assistente preparatore atletico: Casey Smith
- Preparatore fisico: Robin Pound
- Assistente preparatore fisico: Tommy Boyer-Kendick